# فدریکو کامریچس
فدریکو کامریچس (اسپانیایی: Federico Kammerichs‎؛ زادهٔ ۲۱ ژوئن ۱۹۸۰) بازیکن بسکتبال اهل آرژانتین است.
از باشگاه‌هایی که در آن بازی کرده‌است می‌توان به باشگاه بسکتبال والنسیا اشاره کرد.
وی در مسابقات کشوری و بین‌المللی در مجموع برندهٔ ۲ مدال طلا، ۴ مدال نقره، ۲ مدال برنز شده‌است.